# Flughafen Visby

i7
i11
i13
Der Flughafen Visby (IATA-Code: VBY, ICAO-Code: ESSV) ist der einzige internationale Flughafen auf der schwedischen Ostseeinsel Gotland. Die Betreibergesellschaft nennt ihn Visby Airport. Er liegt circa fünf Kilometer nordnordöstlich von Visby zwischen Snäckgärdsbaden und Stora Hästnäs.
Er wurde am 27. Januar 1942 eröffnet. Im Oktober 1942 wurde auf einer Graslandebahn der regelmäßige Flugverkehr mit dreimotorigen Junkers-Flugzeugen aufgenommen. Im damaligen Abfertigungsgebäude befindet sich ein Flugmuseum. Seit 1957 gibt es eine Asphaltbahn, 1958 wurde ein neues  Abfertigungsgebäude gebaut, der letzte Bau eines Terminals erfolgte 1987. Von 2001 bis 2016, also von Gründung bis Auflösung, war der Flughafen Visby Heimatflughafen der Fluggesellschaft Gotlandsflyg.
Die Frequentierung des Flughafens schwankt stark mit der Jahreszeit. Im Sommer nimmt der Verkehr deutlich zu. Der Flughafen kann auch mittelgroße Verkehrsflugzeuge der Größenordnung Boeing 737 / Airbus-A320-Familie abfertigen, was prinzipiell Direktflüge zu verschiedenen europäischen Flugzielen ermöglicht.